# Валемаре (Пескара)
Валемаре (итал. Vallemare) је насеље у Италији у округу Пескара, региону Абруцо.
Према процени из 2011. у насељу је живело 515 становника. Насеље се налази на надморској висини од 73 м.